# ブライアン・バーク
ブライアン・バーク（Bryan Burk、1968年12月30日 - ）は、アメリカ合衆国の映画・テレビプロデューサー。

## 経歴
USCのシネマ・テレビジョン・スクールの卒業生であるブライアン・バークは、コロンビア ピクチャーズのブラッド・ウエストン、ソニー・ピクチャーズのネッド・タネン、FOXのジョン・デイビスらと共に働いてキャリアを積んだ。1995年に、彼はガーバー・ピクチャーズに加わり、そこで、彼は『James Dean』の製作によりTNTのエミー賞にノミネートされ、そして『NFL: A Love Story』の製作を任された。
ブライアンはJ・J・エイブラムスと共に、彼のテレビ番組の『エイリアス』、『Six Degrees』、『恋するブライアン』、『LOST』などをプロデュースした。彼はまた、J・J・エイブラムスと共に、2008年の映画『クローバーフィールド/HAKAISHA』を製作し、そして、2009年には『スター・トレック』を共同製作した。

## 作品

### テレビ
- LOST Lost（2004–2010） - 製作総指揮
- Six Degrees（2006–2007） - 製作総指揮
- 恋するブライアン What About Brian（2006–2007） - 製作総指揮
- FRINGE/フリンジ Fringe（2008–継続中） - 製作総指揮
  - 第1シーズン第20話「もうひとつの世界」 "There's More Than One of Everything" では原案も兼任
- アンダーカバー Undercovers（2010） - 製作総指揮
- ALCATRAZ/アルカトラズ Alcatraz（2012） - 製作総指揮
- レボリューション Revolution（2012–） - 製作総指揮
- ウエストワールド Westworld（2016–） - 製作総指揮

### 映画
- クローバーフィールド/HAKAISHA Cloverfield（2008）製作
- スター・トレック Star Trek（2009）製作総指揮
- 恋とニュースのつくり方 Morning Glory（2010）製作
- SUPER8/スーパーエイト Super 8（2011）製作
- ミッション:インポッシブル/ゴースト・プロトコル Mission: Impossible – Ghost Protocol（2011）製作
- スター・トレック イントゥ・ダークネス Star Trek Into Darkness（2013）製作
- ミッション:インポッシブル/ローグ・ネイション Mission: Impossible - Rogue Nation（2015）製作
- スター・ウォーズ/フォースの覚醒 Star Wars: The Force Awakens（2015）製作
- ミッション:インポッシブル/フォールアウト Mission: Impossible - Fallout（2018）製作
- クローバーフィールド・パラドックス The Cloverfield Paradox（2018）製作総指揮